# Anne Anastasi
Anne Anastasi (New York, 19 dicembre 1908 – New York, 4 maggio 2001) è stata una psicologa statunitense.
Insegnò dal 1951 alla Fordham University; fu pioniera nel campo della psicometria ed elaborò vari test psicometrici fondamentali. Nel 1964 fu insignita del premio Thorndike.

## Opere
- Anne Anastasi, Psicologia differenziale, traduzione di Corinna Ranchetti, Firenze, Editrice universitaria, 1964.
- Anne Anastasi, I test psicologici, traduzione di A. Carta e L. Novarini, 1ª ed., Milano, Franco Angeli, 1967.
- Anne Anastasi, Applicazioni della psicologia, a cura di Lucia Boncori, traduzione di Mirella Pompei Joli, Zurigo, PAS, 1968.